# مقاطعة بودير ريفير (مونتانا)
مقاطعة بودير ريفير (بالإنجليزية: Powder River County)‏ هي إحدى مقاطعات ولاية مونتانا في الولايات المتحدة الأمريكية.